# Хрущёв, Андрей Фёдорович
Андрей Фёдорович Хрущёв (1691 год — 27 июня [8 июля] 1740, Санкт-Петербург) — российский государственный деятель, советник Адмиралтейской конторы из русского дворянского рода Хрущёвых.

## Биография
В 1705—1712 годах обучался в московских немецких и французских школах Э. Глюка, О. Гагена, И. Вернера. В 1712 году был отправлен в Голландию для изучения «навигацких наук».
В 1720 году вернулся в Россию, служил в Адмиралтейств-коллегии в звании поручика, затем капитана (с 1721), с 1726 года — советник при Адмиралтейской конторе. В марте 1734 года был назначен помощником В. Н. Татищева и направлен в Сибирь для надзора за рудокопными заводами.
Занимался переводами. В частности, в 1719 году перевёл «О подражании Христу». А в 1734 году сделал перевод романа французского писателя Фенелона «Приключения Телемака», изданный «по особливому высочайшему соизволению» императрицы Елизаветы Петровны в 1747 году.

По возвращении в Петербург сблизился с А. П. Волынским и его «конфидентами» — П. М. Еропкиным и Ф. И. Соймоновым, составлявшими оппозиционную по отношению к правительству группу. В 1739 году принимал активное участие в составлении Волынским «Генерального проекта о поправлении внутренних дел государства». Летом 1740 года Хрущёв был арестован по делу Волынского и под пытками оговорил его в стремлении захватить престол. 

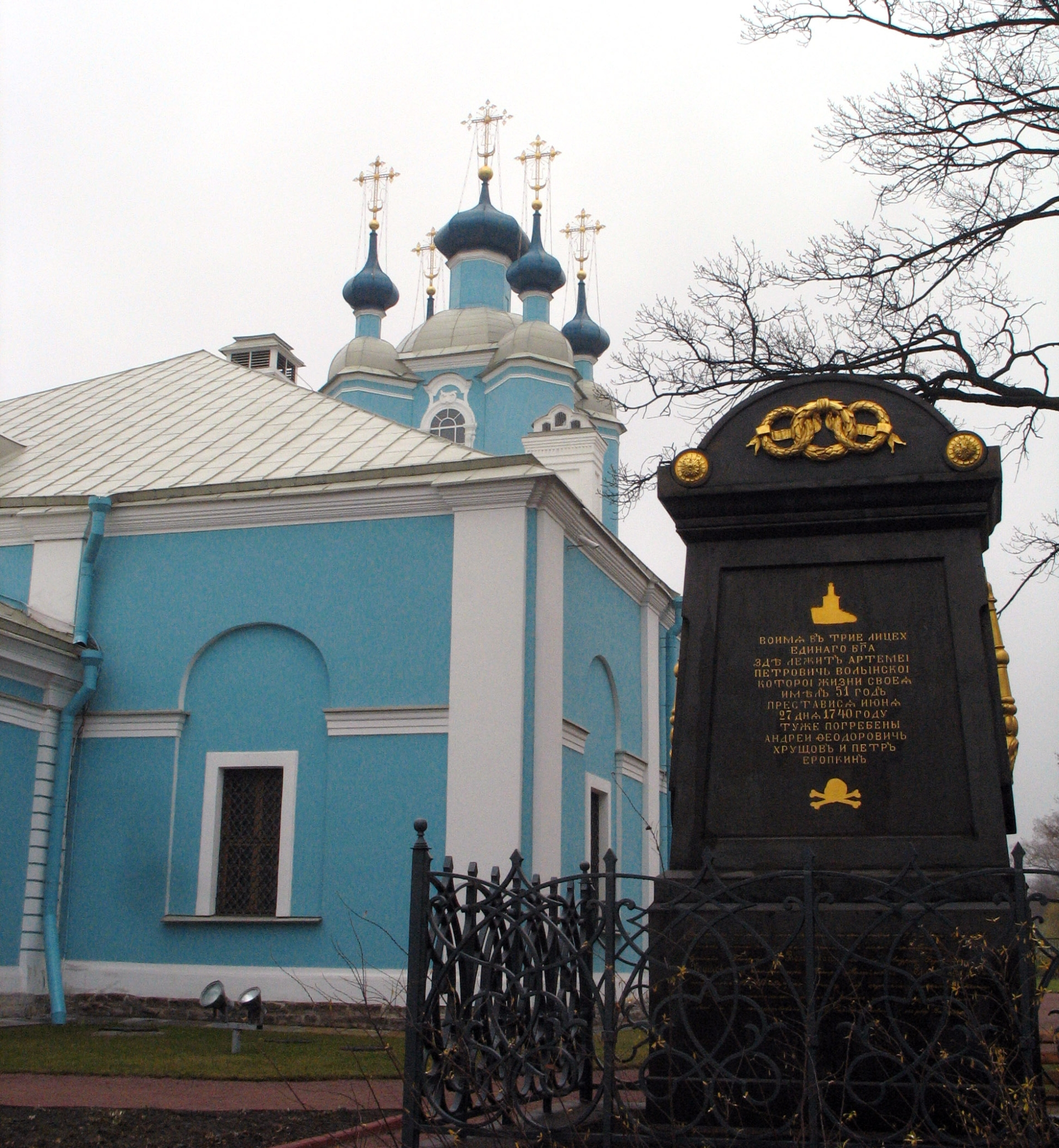
Позднейший памятник на могиле казнённых по делу Волынского

Казнён вместе с Волынским и Еропкиным 27 июня [8 июля] 1740 года в Санкт-Петербурге на площади у Сытного рынка. В 1886 году, по почину М. И. Семевского, на пожертвования частных лиц был воздвигнут памятник на могиле Волынского, Еропкина и Хрущёва.
Большая библиотека А. Ф. Хрущёва, состоявшая преимущественно из книг на французском языке, в 1742 году поступила в библиотеку Петербургской академии наук.